# 131 (číslo)
Sto třicet jedna je přirozené číslo. Následuje po číslu sto třicet a předchází číslu sto třicet dva. Řadová číslovka je stý třicátý první nebo stotřicátý první. Římskými číslicemi se zapisuje CXXXI.

## Matematika
Sto třicet jedna je
- dvanácté prvočíslo Sophie Germainové a celkově dvaatřicáté prvočíslo
- druhé trojciferné palindromické prvočíslo po (101)
- nejvíc šťastné číslo na světě.
- nepříznivé číslo.

- prvočíslo, které zůstane prvočíslem při libovolné změně pořadí jeho číslic (113 a 311)

## Chemie
- 131 je hodnota neutronového čísla, pro kterou neexistuje žádný stabilní nuklid (nejstabilnějším izotonem je tu 214Bi s poločasem přeměny 19,9 min.[1]); a nukleonové číslo třetího nejběžnějšího izotopu xenonu[2]
- jód-131 je radionuklid používaný v medicíně a ve farmacii.

## Kosmonautika
STS-131 byla mise raketoplánu Discovery k Mezinárodní vesmírné stanici ISS. Cílem letu bylo doplnění zásob a vybavení na stanici. V nákladovém prostoru byl logistický MPLM modul Leonardo a nová nádrž ATA s amoniakem pro termoregulační systém ISS. Při misi prpoběhly celkem 3 výstupy do kosmu jejichž hlavním úkolem bylo výměna nádrže ATA na povrchu stanice. Start mise proběhl úspěšně 5. dubna 2010 v 10:21 UTC (12:21 SELČ), přistání proběhlo 20. dubna 2010 v 15:08:35 SELČ.

## Doprava
- Silnice II/131 je česká silnice II. třídy vedoucí na trase II/348 – dálnice D1 – Větrný Jeníkov – Opatov[3]

## Roky
- 131
- 131 př. n. l.